# 克里斯蒂娜·施蒂克尔贝格尔
克里斯蒂娜·施蒂克尔贝格尔（德語：Christine Stückelberger，1947年5月22日—），瑞士女子马术运动员。她曾代表瑞士参加1972年、1976年、1984年、1988年、1996年和2000年夏季奥林匹克运动会马术比赛，获得一枚金牌、三枚银牌和一枚铜牌。